# Valle de Lincoln
Valle de Lincoln är en ort i Mexiko.   Den ligger i kommunen García och delstaten Nuevo León, i den centrala delen av landet, 700 km norr om huvudstaden Mexico City. Valle de Lincoln ligger 617 meter över havet och antalet invånare är 5 759.
Terrängen runt Valle de Lincoln är varierad. Runt Valle de Lincoln är det mycket tätbefolkat, med 1 266 invånare per kvadratkilometer. Närmaste större samhälle är San Nicolás de los Garza, 18,5 km öster om Valle de Lincoln. Omgivningarna runt Valle de Lincoln är i huvudsak ett öppet busklandskap.